# الخسائر العثمانية في الحرب العالمية الأولى

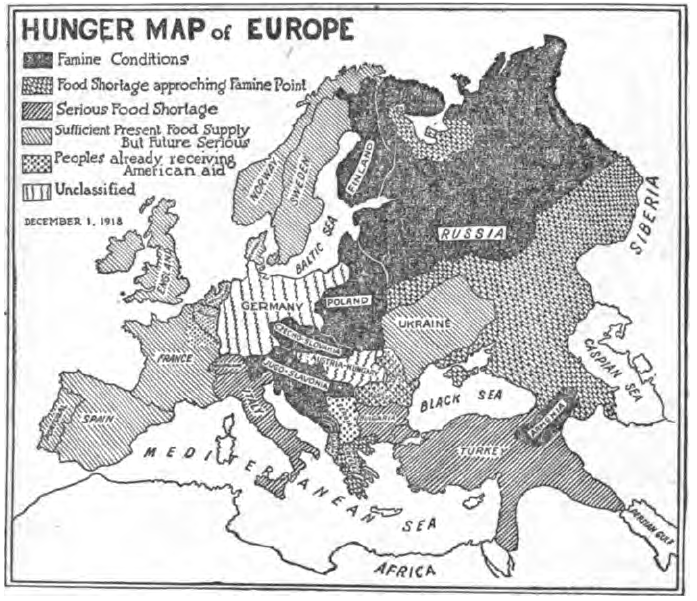
تشير "خريطة الجوع في أوروبا"، التي نُشرت في ديسمبر 1918، إلى نقص حاد في الغذاء في معظم أراضي الدولة العثمانية، ومجاعة في الأجزاء الشرقية.

تغطي الخسائر العثمانية في الحرب العالمية الأولى الخسائر المدنية والعسكرية للدولة العثمانية. يُعتقد أن ما يقرب من 1.5% من السكان العثمانيين أي ما يقرب من 300 ألف شخص من سكان الدولة البالغ عددهم 21 مليون نسمة عام 1914، قد قتلوا. من بين 300 ألف تقريبًا، يُعتقد أن 250 ألف منهم هم من الضحايا العسكريين، مع كون عدد الضحايا المدنيين أكثر من 50 ألف.
أدى تقسيم الدولة العثمانية بعد الحرب، وكذلك الهجرات الجماعية التي حدثت أثناء وبعد الحرب العالمية الأولى، إلى صعوبة تقدير العدد الدقيق للخسائر في صفوف المدنيين. ومع ذلك، تم تقديم رقم مقبول بشكل عام للخسائر العسكرية في كتاب إدوارد جيه إريكسون الأمر بالموت: تاريخ الجيش العثماني في الحرب العالمية الأولى.
يوجد تفاوت بين التقديرات الغربية والتركية لعدد الضحايا. يشير تحليل الإحصائيات العثمانية من قبل الدكتور التركي كامير قاسم إلى أن النسبة الإجمالية للضحايا العثمانيين بلغت 26.9% من سكان الدولة في عام 1914. ومع ذلك، فإن هذا التقدير هو أكبر من أي رقم ذكرته المصادر الغربية. أشار قاسم إلى أنه لم يتم احتساب 399 ألف ضحية مدنية إضافية وفقًا للتقديرات الغربية.
| الملة          | الملة | قبل الحرب      | قبل الحرب  | المدنيين  | الجيش             | ما بعد الحرب             | ما بعد الحرب  | ما بعد الحرب        | ما بعد الحرب |
| -------------- | ----- | -------------- | ---------- | --------- | ----------------- | ------------------------ | ------------- | ------------------- | ------------ |
|                | %     | تعداد عام 1914 | مصادر أخرى |           |                   | قتلى الجيش               | قتلى المدنيين | مجموع من لقوا حتفهم | الناجون      |
| الأرمن         | 16.1% |                |            |           |                   |                          |               |                     | غير معروف    |
| اليونانيون     | 19.4% |                |            |           |                   |                          |               |                     |              |
| اليهود         | .9%   | 187.073        |            |           |                   |                          |               |                     |              |
| الآشوريين      | 3%    |                |            |           |                   |                          |               |                     |              |
| الآخرين        | .9%   | 186152         |            |           |                   |                          |               |                     |              |
| المسلمين       | 59.7% | 12,522,280     |            | 9,876,580 | 2,800,000 (18.6%) | 507152 (5.1% من مجموعها) |               |                     |              |
| المجموع: الملة | 100%  | 20,975,345     |            |           |                   | 507152 (2.4% من مجموعها) | 4,492,848     | 5,000,000           |              |

## الخسائر العسكرية العثمانية
حتى الحرب العالمية الأولى، كان السكان المسلمون المدنيون في إسطنبول والملل غير المسلمة (الأقليات في بعض المصادر) معفيين من التجنيد باستثناء الآثار غير المباشرة للترتيبات الدائمة في كثير من الأحيان، مثل تلك التي كانت موجودة للقوى العاملة في الترسانة وأحواض بناء السفن. تم تطبيق التجنيد الإجباري الكامل في إسطنبول لأول مرة خلال الحرب العالمية الأولى، وتصف عبارات دائمة حملة الدردنيل بأن تركيا «دفنت جامعة في جنق قلعة». كما تم إصدار دعوة عامة للملل غير المسلمة (الأقليات لبعض المصادر) للخدمة العسكرية لأول مرة خلال الحرب العالمية الأولى في تاريخ الدولة. لكنهم لم يشاركوا في العمل وخدموا وراء الخطوط. في نهاية الحرب، تركت العديد من العائلات مع كبار السن والأطفال والشباب الأرامل، انظر شكل الترمل في الأناضول. وبالنظر إلى أن الدولة العثمانية كانت منخرطة في ما يقرب من ثماني سنوات من الحرب المستمرة (1911-1918 كالحرب العثمانية الإيطالية، وحروب البلقان، والحرب العالمية الأولى) كان التفكك الاجتماعي أمرًا لا مفر منه.
يروي هـ. ج. دوايت مشاهدته لدفن عسكري عثماني في القسطنطينية (إسطنبول الحديثة) والتقط صورًا له. يقول هـ. ج. دوايت أن الجنود كانوا من كل أمة (عرق)، لكنهم تميزوا فقط بدينهم في مجموعات من «المحمديين» و«المسيحيين». تم تنفيذ الخطب بناءً على عدد الأناجيل والمصاحف ووالتناخات في أصل ساحة المعركة. هذا ما يقرأه التعليق في إحدى الشرائح (على اليمين):
عندما تم إعلان الحرب في أوروبا عام 1914، لم يكن هناك سوى مستشفى عسكري واحد بوان في تركيا، سرعان ما كان مكتظًا بالجرحى والمرضى. كانت الظروف سيئة للغاية. كان هناك جراحان فقط ولا ممرضات، فقط الجنود الذكور يساعدون. كانت الأوضاع بشكل عام في الجيش العثماني سيئة للغاية بما يفوق الوصف. غالبًا ما كان الجنود، حتى في المقدمة والذين حصلوا على أفضل رعاية من حيث المقارنة، يتكونون من مجموعتين، الأولى تعاني من نقص التغذية، والثانية ترترظي ملابس غير كافية؛ كانت القوات المنتشرة على ارتفاعات عالية في جبال شرق الأناضول ترتدي ملابس الصيف فقط. غالبًا ما خاطر الجنود العثمانيون في فلسطين بمخاطر كبيرة لمجرد سرقة أحذيتهم وحتى ملابسهم من البريطانيين؛ كانت المجموعة الثالثة تعاني إلى حد كبير من الأمراض (وخاصة الكوليرا والتيفوس)، التي أودت بحياة الكثير أكثر من القتال الفعلي. يصف الجنرال الألماني فريدريش فرايهر كريس فون كريسنشتاين، في تقرير كتبه إلى مقر مجموعة الجيش في 20 أكتوبر 1917، كيف وصلت الفرقة الرابعة والعشرين التي غادرت إسطنبول–محطة حيدر باشا وفيها 10,057 رجلًا إلى الجبهة الفلسطينية وفيها 4,635 فقط. تم إدخال 19% من الرجال إلى المستشفيات لأنهم كانوا يعانون من أمراض مختلفة، و24% قد انشقوا، و8% تم تخصيصهم في الطريق لتلبية الاحتياجات المحلية المختلفة.
| الفئة                                                               | المجموع   |
| ------------------------------------------------------------------- | --------- |
| إجمالي عدد المجندين والضباط الذين تم حشدهم                          | 2,873,000 |
| قتلوا في المعركة                                                    | 175,220   |
| فقدوا في المعركة                                                    | 61,487    |
| ماتوا متأثرًا بجراحهم                                                | 68,378    |
| ماتوا من الأمراض والأوبئة                                           | 466,759   |
| الموتى: قُتلوا في المعركة وأسباب أخرى                                | 771,844   |
| المصابون بجروح خطيرة (خسارة دائمة بما في ذلك الموت متأثرين بجروحهم) | 303,150   |
| مجموع الجرحى في المعركة                                             | 763,753   |
| أسرى الحرب (مجتمعين من جميع مسارح الحرب)                            | 145,104   |
| غائب بدون إجازة                                                     | 500,000   |

## الضحايا المدنيين

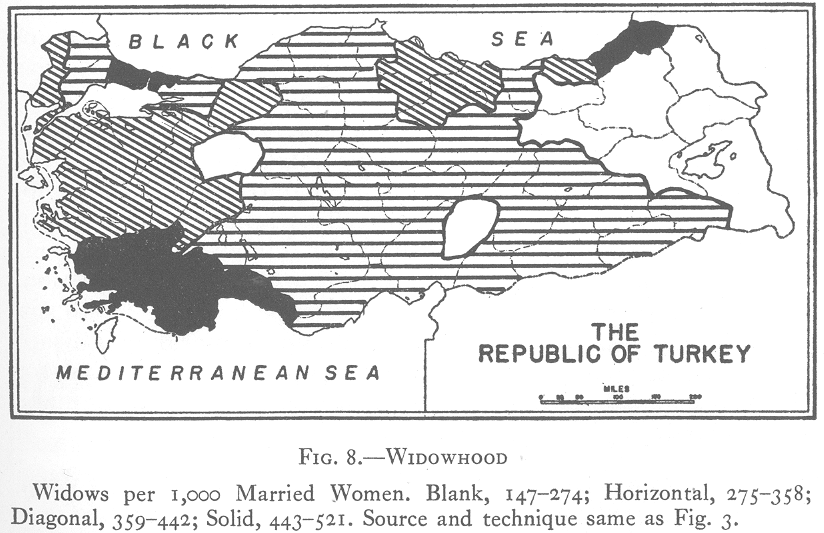
يستخدم توزيع الأرامل في معرفة هلاك الذكور

### الأرمن
ارتكبت الدولة العثمانية مذابح بحق المدنيين الأرمن في البلاد من عام 1915 إلى عام 1922، مما أسفر عن مقتل حوالي 1,500,000 أرمني.

### الآشوريون
كانت الإبادة الجماعية الآشورية هي المذبحة التي تعرض لها السكان الآشوريون في الدولة العثمانية، والتي كانت في مناطق جنوب شرق تركيا ومنطقة أورميا الإيرانية، حيث تم ترحيلهم وذبحهم على يد الجيوش العثمانية والكردية في عامي 1914 و1920. قدرت مصادر عدد القتلى بنحو 300 ألف.

### اليونانيون
ارتكبت الدولة العثمانية تحت حكم تركيا الفتاة، وتلاها مصطفى كمال وأعوانه القوميين، إبادة جماعية ضد مواطنيها اليونانيين من عام 1914 إلى عام 1922، مما أسفر عن مقتل ما يقرب من 750 ألف يوناني، 353 ألف منهم من البنطيين اليونانيون من منطقة البحر الأسود.

### المسلمون
أقرب تقدير للضحايا المدنيين المسلمين في هذه الفترة هو حوالي 500 ألف.
بعد تقسيم الدولة العثمانية، ولأسباب تتعلق بالمصداقية، كان لابد من جمع البيانات المتعلقة بضحايا المسلمين حسب المنطقة. تم ختم السجلات المتعلقة بالمدنيين المسلمين في وقت مؤتمر باريس للسلام، وهناك مراجعات أدبية قليلة حول الملل الإسلامية، مقارنة بالملة المسيحية للدولة (انظر: الضحايا الأرمن).
قد يُعزى أحد التفسيرات المعقولة التي تحتاج إلى مزيد من الدراسة إلى أنماط إنتاجية الملة الإسلامية، والتي كان من الممكن أن تنخفض إلى ما بعد المستويات المستدامة لأن معظم الرجال كانوا تحت التجنيد.
شمل لاجئو الأناضول الأشخاص الذين هاجروا من مناطق الحرب والمناطق المجاورة مباشرة يحاولون بذلك الهروب من الاضطهاد. وبالنسبة للحرب العالمية الأولى، يمكن العثور على المصادر الأكثر موثوقية نسبيًا للأناضول، خاصة فيما يتعلق بحملة القوقاز. هناك عدد إجمالي تم التوصل إليه وذكرته الدولة العثمانية في نهاية عام 1916. وبناءً على الإحصاء العثماني السابق، توصل المؤرخ التركي كامير قاسم (جامعة مانشستر، دكتوراه) إلى استنتاج مفاده أن تحركات اللاجئين من منطقة حرب القوقاز وصلت إلى 1,500,000 شخص تم نقلهم إلى منطقة البحر الأبيض المتوسط ووسط الأناضول في ظل ظروف صعبة للغاية. لم تذكر المصادر الغربية رقم كامير قاسم أو أي رقم آخر حول هذه المسألة.
تنبع أفظع الحالات من المنطقة الحالية في سوريا، التي كانت جزءً من الدولة العثمانية حتى نهاية الحرب. تمت تغطية الخسائر المدنية في سوريا في مقال تفصيلي (سوريا الكبرى بأكملها، ومن ثم عكار) بقلم ليندا شاتكوفسكي شيلشر. ساهمت الدراسة في مقتل ما يصل إلى 500 ألف من المدنيين الذين يعيشون في هذه المنطقة في الفترة من 1915 إلى 1917، حيث تسرد الدراسة ثمانية عوامل أساسية: (أ) الحصار الكامل لقوى الوفاق على الساحل السوري؛ (ب) قصور إستراتيجية التوريد العثمانية؛ قلة الحصاد والطقس العاصف؛ (ج) تحويل الإمدادات من سوريا نتيجة للتمرد العربي، (د) جنون المضاربة لعدد من تجار الحبوب المحليين عديمي الضمير؛ قسوة المسؤول العسكري الألماني في سوريا، والاكتناز المنهجي من قبل السكان بشكل عام. وفي سلسلة من الرسوم البيانية والمخططات المكتشفة في الأرشيفات العثمانية التي يعود تاريخها إلى عام 1915، أظهر زكاري ج. فوستر أن مئات اللبنانيين كانوا يموتون جوعًا أو يموتون من أمراض مرتبطة بالجوع (عددهم بين 156 و784) كل شهر من الحرب ابتداءً من خريف عام 1915 وما بعده.

## روابط خارجية
- باش، محمد فاتح: خسائر الحرب (الإمبراطورية العثمانية / الشرق الأوسط)، في: 1914-1918 على الإنترنت. الموسوعة الدولية للحرب العالمية الأولى.